# Nectrideus
Els nectrideus (Nectridea) són un ordre extint d'amfibis lepospòndils dels períodes Carbonífer i Permià, que incloïen animals com ara Diplocaulus. Físicament, s'assemblaven als tritons i les salamandres aquàtiques d'avui en dia. Tenien una llarga cua aplanada que els ajudava a nedar, així com potes posteriors ben desenvolupades amb cinc dits cadascuna. En canvi, les potes anteriors estaven un xic reduïdes, i típicament només tenien quatre dits.

## Taxonomia
- Ordre Nectridea
  - Arizonerpeton
  - Família Scincosauridae
    - Sauravus
    - Scincosaurus

  - Família Diplocaulidae
    - Batrachiderpeton
    - Keraterpeton
    - Diceratosaurus
    - Diploceraspis
    - Diplocaulus

  - Família Urocordylidae
    - Urocordylus
    - Ctenerpeton
    - Ptyonius
    - Sauropleura
    - Lepterpeton
    - Montcellia
    - Crossotelos'